# Ponerme a volar (álbum)
Ponerme a volar es un álbum recopilatorio del cantante peruano Pedro Suárez-Vértiz, publicado en el 2011.
De este álbum se recopila sus más grandes éxitos de sus tres últimos discos: Play (2004), Talk Show (2006) y Amazonas (2009).

## Descripción
El álbum superó las 30 mil copias vendidas a nivel nacional obteniendo así el certificado de Triple Disco de Platino, según información de su sello discográfico, Solver Label, a la que pertenece el querido músico peruano, desde el inicio de su carrera como solista en 1993.

## Lista de canciones
Todas las canciones fueron compuestas por Pedro Suárez-Vértiz.

| N.º | Título                                                | Duración |  |
| 1.  | «Cuando pienses en volver»                            | 4:20     |  |
| 2.  | «Ponerme a volar»                                     | 4:45     |  |
| 3.  | «Lo olvidé»                                           | 3:59     |  |
| 4.  | «Bailar»                                              | 4:31     |  |
| 5.  | «Amazonas»                                            | 3:57     |  |
| 6.  | «Nadia (a dúo con Juan Diego Flórez)»                 | 4:04     |  |
| 7.  | «No llores más, morena»                               | 3:31     |  |
| 8.  | «El triunfo tan soñado (versión del Niño Futbolista)» | 4:27     |  |
| 9.  | «Talkshow»                                            | 6:30     |  |
| 10. | «Como las mariposas»                                  | 3:48     |  |
| 11. | «Endal»                                               | 3:54     |  |
| 12. | «Mariló (a dúo con Huecco)»                           | 5:19     |  |
| 13. | «Tema del adiós»                                      | 4:57     |  |
| 14. | «Hay un modo»                                         | 3:36     |  |
| 15. | «Quiero decir Feliz Navidad (Proyecto United Way)»    | 3:39     |  |

## Créditos
- Letra y música por: Pedro Suárez-Vértiz
- Producido por: Pedro Suárez-Vértiz
- Producido por: Thom Russo
- Productor ejecutivo: Robelo Calderón

- Datos: Q20016092